# Daridna subtangens
Daridna subtangens är en insektsart som beskrevs av Walker 1858. Daridna subtangens ingår i släktet Daridna och familjen Dictyopharidae. Inga underarter finns listade i Catalogue of Life.